# Oldenburg (Indiana)
Oldenburg es un pueblo ubicado en el condado de Franklin en el estado estadounidense de Indiana. En el Censo de 2010 tenía una población de 674 habitantes y una densidad poblacional de 596,86 personas por km².

## Geografía
Oldenburg se encuentra ubicado en las coordenadas 39°20′20″N 85°12′17″O / 39.33889, -85.20472. Según la Oficina del Censo de los Estados Unidos, Oldenburg tiene una superficie total de 1.13 km², de la cual 1.12 km² corresponden a tierra firme y (0.46%) 0.01 km² es agua.

## Demografía
Según el censo de 2010, había 674 personas residiendo en Oldenburg. La densidad de población era de 596,86 hab./km². De los 674 habitantes, Oldenburg estaba compuesto por el 98.52% blancos, el 0.15% eran afroamericanos, el 0% eran amerindios, el 0% eran asiáticos, el 0% eran isleños del Pacífico, el 0.59% eran de otras razas y el 0.74% pertenecían a dos o más razas. Del total de la población el 1.93% eran hispanos o latinos de cualquier raza.